# Трухинов, Константин Матвеевич
Константи́н Матве́евич Трухинов (1905—1944) — Гвардии красноармеец Рабоче-крестьянской Красной Армии, участник Великой Отечественной войны, Герой Советского Союза (1944).

## Биография
Константин Трухинов родился 7 января 1905 года в деревне Таратуново (ныне — Буйский район Костромской области). После окончания начальной школы работал плотником, председателем колхоза. Позднее окончил Архангельский строительный техникум, работал на строительстве Молотовска (ныне — Северодвинск). В 1942 году Трухинов был призван на службу в Рабоче-крестьянскую Красную Армию и направлен на фронт Великой Отечественной войны.
К марту 1944 года гвардии красноармеец Константин Трухинов был сапёром 9-го гвардейского отдельного пулемётно-артиллерийского батальона 1-го гвардейского укрепрайона 28-й армии 3-го Украинского фронта. Отличился во время боёв под Николаевом. 23 марта 1944 года Трухинов в составе сапёрной группы проделывал проходы в немецких минных и проволочных заграждениях (лично сделал 12 и 15 проходов соответственно). 26 марта 1944 года во главе штурмовой группы он уничтожил гарнизон немецкого дзота.
Указом Президиума Верховного Совета СССР от 3 июня 1944 года за «образцовое выполнение заданий командования и проявленные мужество и героизм в боях с немецкими захватчиками» гвардии красноармеец Константин Трухинов был удостоен высокого звания Героя Советского Союза с вручением ордена Ленина и медали «Золотая Звезда» за номером 3442.
15 июля 1944 года Трухинов погиб во время разведки путей переправы через Днестровский лиман. Похоронен в братской могиле в селе Шабо Белгород-Днестровского района Одесской области Украины.
Был также награждён орденом Славы 3-й степени.
В честь Трухинова названы улицы и школы в Буе и Северодвинске, установлены стела и бюст в Буе.